# Edu Marín i Garcia
Edu Marín i Garcia (Barcelona, 13 d'agost de 1985) és un escalador professional català. En els seus inicis va combinar l'escalada esportiva, amb 21 anys va arribar al màxim grau de dificultat, amb la competició. Fou campió del món juvenil d'escalada (2003) i guanyà la Copa Joves Europeus en dues ocasions. En categoria absoluta guanyà la Copa d'Espanya (2005, 2006) i el Campionat d'Espanya d'escalada en bloc (2006). En aquesta darrera especialitat, també es proclamà campió de Catalunya (2012). Es classificà entre els deu primers a la Copa del Món d'escalada (2003, 2006, 2007, 2009, 2011).

## Trajectòria
Edu Marín va ser un escalador precoç. Va encadenar el seu primer 9a (Kinematrix) el 2003, amb 17 anys, el mateix any que va aconseguir el títol de Campionat del Món Juvenil. El 2006 va ser un any d'èxits: va guanyar una prova de la Copa del Món i va pujar a dos podis, a més, va pujar al seu primer 9a+ (La Rambla) i va acabar figurant en el Top 10 del rànquing mundial. L'any 2015 va elevar el seu nivell en escalada esportiva fins al 9a+/b (Chilam Balam).
Anys després, la seva activitat virà cap a l'aventura dels grans murs (big walls) fent ascensions en parets mastodòntiques que seran reconegudes mundialment i dormint diversos dies en una mateixa via, sovint acompanyat pel seu pare, Francisco Marín, que és qui va introduir-lo en el món de l'escalada. Amb el temps, Marín s'ha convertit en un consumat especialista en vies llargues d'estil multipitch. Ha repetit algunes de les línies més dures del món com Pa Aroma (500 m, 8c/+) el 2014, Orbayu (500 m, 8c) el 2015, Wogü (250 m, 8c) el 2016 o Mora Mora (700 m, 8c) el 2017. Amb tot aquest bagatge, ha realitzat també algunes primeres ascensions d'altíssim nivell, com ara Tarragó Plus (240 m, 8c) o Valhalla (380 m, 9a+), considerat el multipitch més dur del món.

### Valhalla
Edu Marín escrigué una de les pàgines d'or de l'escalada mundial amb la conquesta de Valhalla, la via que travessa el sostre més gran del món, amb un arc de 140 metres, en un paratge remot a la província xinesa de Guizhou.
En la seva primera visita a Getu va passar-se dos mesos treballant per crear la via. «Els primers dies vaig estar fent-me a la idea de per on aniria la línia, mirant amb uns prismàtics, de terra estant. Després va començar el treball en paret». Dos mesos després, Edu Marín va anunciar la creació de la ruta en el sostre més espectacular del món, 380 metres d'escalada que travessen l'arc de Getu amb una dificultat extrema, 9a+, mai no vista en una via d'aquestes característiques. Com tota obra, calia un nom per batejar-la. Li van posar Valhalla: «Quan ets allà dalt, a 130 metres de terra i de cap per avall, tens la sensació de ser en un lloc màgic, un indret ple d'energia on viuen els déus. Valhalla era on s'estaven els guerrers d'Odin, i em vaig imaginar que devia ser un lloc tan majestuós com aquest».